# Jaromil Jireš
Jaromil Jireš (10 de desembre de 1935 - 24 d'octubre de 2001) va ser un director de cinema txec, un dels pioners en el moviment de la Nova Ona Txecoslovaca. Les adaptacions al cinema de les novel·les Zert i Valerie a týden divů figuren entre les seves produccions més notables.

## Carrera cinematogràfica
Durant la dècada de 1960, Jireš va tenir diversos enfrontaments amb els censors del règim comunista txecoslovac, la qual cosa va limitar la seva producció. La seva pel·lícula de 1963 Křik («El plor») va ser inscrita al 17è Festival Internacional de Cinema de Canes 1964. Es descriu sovint com la primera pel·lícula de la Nova Ona Txecoslovaca, un moviment conegut pel seu humor negre, l'ús d'actors no professionals, i el "realisme art-cinema".
Una altra de les obres destacades de Jireš va ser Zert, una adaptació de la primera novel·la de Milan Kundera. Zert narra la història de Ludvik Jahn, un home expulsat del Partit Comunista de Txecoslovàquia per una broma a la seva xicota, i la venjança que després cerca a través de l'adulteri. La pel·lícula va ser produïda durant la liberalització política de la Primavera de Praga de 1968 i conté moltes escenes que satiritzen i critiquen el lideratge comunista del país. Estrenada després de la invasió de Txecoslovàquia pel Pacte de Varsòvia, la pel·lícula va tenir un èxit inicial als cinemes, però després va ser prohibida per les autoritats durant els pròxims vint anys. Amos Vogel va escriure que la pel·lícula va ser "possiblement, l'acusació més demolidora del totalitarisme a sortir d'un país comunista".
Valerie a týden divů, ambientada a principis del segle xix, es basa en una novel·la de Vítězslav Nezval i estrenada en 1970. És una pel·lícula d'estil gòtic en relació amb l'aparició de la menstruació i el despertar sexual d'una jove de tretze anys. La seva pel·lícula de 1979 El jove i Moby Dick va participar en l'11è Festival Internacional de Cinema de Moscou.
Després de la presa soviètica de Txecoslovàquia, Jireš va continuar treballant al país, amb material menys controvertit. En 1971, va dirigir ...a pozdravuji vlaštovky, una pel·lícula de la Segona Guerra Mundial sobre un lluitador de la resistència txeca. La seva pel·lícula de 1982 Eclipsi incomplet va participar al 33è Festival Internacional de Cinema de Berlín. Va continuar fent pel·lícules durant els anys 1980 i 1990, incloent documentals per a televisió sobre ballet i òpera.

## Filmografia
- Horecka (documental, 1958)
- Strejda (curtmetratge, 1959)
- Stopy (curtmetratge, 1960)
- Sál ztracených kroku (curtmetratge, 1960)
- Don Spagát (curtmetratge, 1962)
- Křik (1963)
- Srub (curtmetratge, 1965)
- Perličky na dně (segment "Romance", 1966)
- Obcan Karel Havlicek (curtmetratge, 1966)
- Hra na krále (curtmetratge, 1967)
- Don Juan 68 (curtmetratge, 1968)
- Zert (1969)
- Cesta do Prahy Vincence Mostka a Simona Pesla z Vicnova l.p. 1969 (curtmetratge, 1969)
- Grandpa (documental, 1969)
- Court of Justice (documental, 1969)
- Valerie a týden divů (1970)
- ...a pozdravuji vlaštovky (1972)
- Leos Janácek (telefilm, 1973)
- Lidé z metra (1974)
- Il divino Boemo (curtmetratge, 1974)
- Island of the Silver Herons (telefilm, 1976)
- Die Insel der Silberreiher (1977)
- Mladý muž a bílá velryba (1979)
- Zápisník zmizeléh (telefilm, 1979)
- Úteky domu (1980)
- Svet Alfonse muchy (1980)
- Bohuslav Martinu (telefilm, 1980)
- Opera ve vinici (1981)
- Kouzelná Praha Rudolfa II (telefilm, 1982)
- Katapult (1984)
- Prodlouzený cas (1984)
- Milos Forman - Das Kuckucksei (documental, 1985)
- Lev s bílou hrívou (1986)
- Sidney Lumet: I Love New York (documental, 1987)
- O Háderunovi a víle Elóre (telefilm, 1987)
- Po zarostlem chodnícku (documental, 1987)
- Nadeje má hluboké dno (telefilm, 1988)
- Antonín Dvorák (miniserie, 1990)
- F. Murray Abraham (documental, 1991)
- Labyrinth (1991)
- Beschreibung eines Kampfes (1991)
- Rekviem za ty, kteri prezili (documental, 1992)
- Hudba a víra (documental, 1992)
- Hudba a bolest (documental, 1992)
- Helimadoe (1994)
- Učitel tance (1995)
- Dvojrole (1999)